# Heteroscleromorpha
Heteroscleromorpha es una subclase de demosponjas dentro del filo Porifera.